# Zendoku
Zendoku è un videogioco rompicapo sviluppato da Zoonami e pubblicato da Eidos Interactive per i sistemi portatili PSP e Nintendo DS.
Zendoku è una variante del Sudoku, più semplice allineando i numeri.